# Studio Elle
Studio elle Co.,Ltd. (яп. 有限会社スタジオエル, Yūgen-gaisha Sutajio Eru) — японська анімаційна студія, розташована в районі Накано, Токіо, заснована у 1961 році.

## Праця

### Телесеріали
| Назва                                                                  | Режисер(и)      | Початок випуску | Кінець випуску  | Еп  | Нотатки                                      | Прм   |
| ---------------------------------------------------------------------- | --------------- | --------------- | --------------- | --- | -------------------------------------------- | ----- |
| Gibiate                                                                | Масахіко Коміно | 15 липня 2020   | 30 вересня 2020 | 12  | Оригінальна робота Співпраця з Lunch Box.    | [ 1 ] |
| Summoned to Another World for a Second Time                            | Мотокі Наканіші | 9 квітня 2023   | 25 червня 2023  | 12  | На основі ранобе написаного Казуха Кішімото. | [ 2 ] |
| The Healer Who Was Banished From His Party, Is, in Fact, the Strongest | Кейсуке Оніші   | 6 жовтня 2024   | 22 грудня 2024  | 12  | На основі ранобе написаного Kagekinoko.      | [ 3 ] |
| My Awkward Senpai                                                      | Аюму Котаке     | 2025            |                 | TBA | За мотивами манґи Макото Кудо.               | [ 4 ] |

### Фільми
| Назва                          | Режисер(и)   | дата випуску   | Нотатки            | Прм         |
| ------------------------------ | ------------ | -------------- | ------------------ | ----------- |
| Maruhi Gekki Ukiyo-e Senichiya | Лео Нішімура | 29 жовтня 1969 | Оригінальна робота | [ 5 ] [ 6 ] |
| Rock'n Oyone                   | Акіра Сігіно | 30 квітня 2024 | Оригінальна робота | [ 7 ]       |